# 小行星列表/115601-115700
| 名稱         | 臨時編號   | 發現日期       | 發現地點   | 發現者                         |
| ------------ | ---------- | -------------- | ---------- | ------------------------------ |
| 小行星115601 | 2003 UT99  | 2003年10月19日 | 帕洛马山   | 近地小行星追踪                 |
| 小行星115602 | 2003 UZ99  | 2003年10月19日 | 帕洛马山   | 近地小行星追踪                 |
| 小行星115603 | 2003 UB100 | 2003年10月19日 | 帕洛马山   | 近地小行星追踪                 |
| 小行星115604 | 2003 UE100 | 2003年10月19日 | 帕洛马山   | 近地小行星追踪                 |
| 小行星115605 | 2003 UK100 | 2003年10月19日 | 帕洛马山   | 近地小行星追踪                 |
| 小行星115606 | 2003 UJ101 | 2003年10月20日 | 帕洛马山   | 近地小行星追踪                 |
| 小行星115607 | 2003 UR101 | 2003年10月20日 | 索科罗     | 林肯近地小行星研究小组         |
| 小行星115608 | 2003 UR102 | 2003年10月20日 | 基特峰     | 太空监视                       |
| 小行星115609 | 2003 UA103 | 2003年10月20日 | 基特峰     | 太空监视                       |
| 小行星115610 | 2003 UE103 | 2003年10月20日 | 基特峰     | 太空监视                       |
| 小行星115611 | 2003 UG103 | 2003年10月20日 | 基特峰     | 太空监视                       |
| 小行星115612 | 2003 UK103 | 2003年10月20日 | 基特峰     | 太空监视                       |
| 小行星115613 | 2003 UW107 | 2003年10月19日 | 基特峰     | 太空监视                       |
| 小行星115614 | 2003 UZ111 | 2003年10月20日 | 索科罗     | 林肯近地小行星研究小组         |
| 小行星115615 | 2003 UC112 | 2003年10月20日 | 索科罗     | 林肯近地小行星研究小组         |
| 小行星115616 | 2003 UH112 | 2003年10月20日 | 索科罗     | 林肯近地小行星研究小组         |
| 小行星115617 | 2003 UD113 | 2003年10月20日 | 索科罗     | 林肯近地小行星研究小组         |
| 小行星115618 | 2003 UH114 | 2003年10月20日 | 索科罗     | 林肯近地小行星研究小组         |
| 小行星115619 | 2003 UD115 | 2003年10月20日 | 基特峰     | 太空监视                       |
| 小行星115620 | 2003 US115 | 2003年10月20日 | 帕洛马山   | 近地小行星追踪                 |
| 小行星115621 | 2003 UX116 | 2003年10月21日 | 索科罗     | 林肯近地小行星研究小组         |
| 小行星115622 | 2003 UC117 | 2003年10月21日 | 索科罗     | 林肯近地小行星研究小组         |
| 小行星115623 | 2003 UE118 | 2003年10月17日 | 可可尼诺县 | 洛厄尔天文台近地小行星搜寻计划 |
| 小行星115624 | 2003 US119 | 2003年10月18日 | 帕洛马山   | 近地小行星追踪                 |
| 小行星115625 | 2003 UQ121 | 2003年10月19日 | 索科罗     | 林肯近地小行星研究小组         |
| 小行星115626 | 2003 UU121 | 2003年10月19日 | 索科罗     | 林肯近地小行星研究小组         |
| 小行星115627 | 2003 UW121 | 2003年10月19日 | 索科罗     | 林肯近地小行星研究小组         |
| 小行星115628 | 2003 UX121 | 2003年10月19日 | 索科罗     | 林肯近地小行星研究小组         |
| 小行星115629 | 2003 UH122 | 2003年10月19日 | 索科罗     | 林肯近地小行星研究小组         |
| 小行星115630 | 2003 US122 | 2003年10月19日 | 索科罗     | 林肯近地小行星研究小组         |
| 小行星115631 | 2003 UP123 | 2003年10月19日 | 基特峰     | 太空监视                       |
| 小行星115632 | 2003 UV124 | 2003年10月20日 | 索科罗     | 林肯近地小行星研究小组         |
| 小行星115633 | 2003 UH125 | 2003年10月20日 | 索科罗     | 林肯近地小行星研究小组         |
| 小行星115634 | 2003 UD126 | 2003年10月20日 | 索科罗     | 林肯近地小行星研究小组         |
| 小行星115635 | 2003 UF126 | 2003年10月20日 | 索科罗     | 林肯近地小行星研究小组         |
| 小行星115636 | 2003 UG126 | 2003年10月20日 | 索科罗     | 林肯近地小行星研究小组         |
| 小行星115637 | 2003 UH126 | 2003年10月20日 | 索科罗     | 林肯近地小行星研究小组         |
| 小行星115638 | 2003 UO126 | 2003年10月20日 | 帕洛马山   | 近地小行星追踪                 |
| 小行星115639 | 2003 UX129 | 2003年10月18日 | 帕洛马山   | 近地小行星追踪                 |
| 小行星115640 | 2003 UF130 | 2003年10月18日 | 帕洛马山   | 近地小行星追踪                 |
| 小行星115641 | 2003 UW130 | 2003年10月19日 | 可可尼诺县 | 洛厄尔天文台近地小行星搜寻计划 |
| 小行星115642 | 2003 UE131 | 2003年10月19日 | 可可尼诺县 | 洛厄尔天文台近地小行星搜寻计划 |
| 小行星115643 | 2003 UJ131 | 2003年10月19日 | 帕洛马山   | 近地小行星追踪                 |
| 小行星115644 | 2003 UO132 | 2003年10月19日 | 帕洛马山   | 近地小行星追踪                 |
| 小行星115645 | 2003 UP132 | 2003年10月19日 | 帕洛马山   | 近地小行星追踪                 |
| 小行星115646 | 2003 UC133 | 2003年10月19日 | 帕洛马山   | 近地小行星追踪                 |
| 小行星115647 | 2003 UF133 | 2003年10月20日 | 帕洛马山   | 近地小行星追踪                 |
| 小行星115648 | 2003 UY133 | 2003年10月20日 | 帕洛马山   | 近地小行星追踪                 |
| 小行星115649 | 2003 UK135 | 2003年10月21日 | 帕洛马山   | 近地小行星追踪                 |
| 小行星115650 | 2003 UU135 | 2003年10月21日 | 帕洛马山   | 近地小行星追踪                 |
| 小行星115651 | 2003 UV136 | 2003年10月21日 | 索科罗     | 林肯近地小行星研究小组         |
| 小行星115652 | 2003 UA137 | 2003年10月21日 | 帕洛马山   | 近地小行星追踪                 |
| 小行星115653 | 2003 UK137 | 2003年10月21日 | 索科罗     | 林肯近地小行星研究小组         |
| 小行星115654 | 2003 UQ137 | 2003年10月21日 | 索科罗     | 林肯近地小行星研究小组         |
| 小行星115655 | 2003 US137 | 2003年10月21日 | 索科罗     | 林肯近地小行星研究小组         |
| 小行星115656 | 2003 UT137 | 2003年10月21日 | 索科罗     | 林肯近地小行星研究小组         |
| 小行星115657 | 2003 UW137 | 2003年10月21日 | 索科罗     | 林肯近地小行星研究小组         |
| 小行星115658 | 2003 UT138 | 2003年10月16日 | 帕洛马山   | 近地小行星追踪                 |
| 小行星115659 | 2003 UP139 | 2003年10月16日 | 可可尼诺县 | 洛厄尔天文台近地小行星搜寻计划 |
| 小行星115660 | 2003 UQ139 | 2003年10月16日 | 可可尼诺县 | 洛厄尔天文台近地小行星搜寻计划 |
| 小行星115661 | 2003 UZ139 | 2003年10月16日 | 可可尼诺县 | 洛厄尔天文台近地小行星搜寻计划 |
| 小行星115662 | 2003 UB141 | 2003年10月17日 | 索科罗     | 林肯近地小行星研究小组         |
| 小行星115663 | 2003 UK142 | 2003年10月18日 | 可可尼诺县 | 洛厄尔天文台近地小行星搜寻计划 |
| 小行星115664 | 2003 UL142 | 2003年10月18日 | 可可尼诺县 | 洛厄尔天文台近地小行星搜寻计划 |
| 小行星115665 | 2003 UN142 | 2003年10月18日 | 可可尼诺县 | 洛厄尔天文台近地小行星搜寻计划 |
| 小行星115666 | 2003 UK143 | 2003年10月18日 | 可可尼诺县 | 洛厄尔天文台近地小行星搜寻计划 |
| 小行星115667 | 2003 UO143 | 2003年10月18日 | 可可尼诺县 | 洛厄尔天文台近地小行星搜寻计划 |
| 小行星115668 | 2003 UQ143 | 2003年10月18日 | 可可尼诺县 | 洛厄尔天文台近地小行星搜寻计划 |
| 小行星115669 | 2003 UW143 | 2003年10月18日 | 可可尼诺县 | 洛厄尔天文台近地小行星搜寻计划 |
| 小行星115670 | 2003 UK144 | 2003年10月18日 | 可可尼诺县 | 洛厄尔天文台近地小行星搜寻计划 |
| 小行星115671 | 2003 UT144 | 2003年10月18日 | 可可尼诺县 | 洛厄尔天文台近地小行星搜寻计划 |
| 小行星115672 | 2003 UW144 | 2003年10月18日 | 可可尼诺县 | 洛厄尔天文台近地小行星搜寻计划 |
| 小行星115673 | 2003 UW145 | 2003年10月18日 | 可可尼诺县 | 洛厄尔天文台近地小行星搜寻计划 |
| 小行星115674 | 2003 UY145 | 2003年10月18日 | 可可尼诺县 | 洛厄尔天文台近地小行星搜寻计划 |
| 小行星115675 | 2003 UE146 | 2003年10月18日 | 可可尼诺县 | 洛厄尔天文台近地小行星搜寻计划 |
| 小行星115676 | 2003 UF146 | 2003年10月18日 | 可可尼诺县 | 洛厄尔天文台近地小行星搜寻计划 |
| 小行星115677 | 2003 UA147 | 2003年10月18日 | 可可尼诺县 | 洛厄尔天文台近地小行星搜寻计划 |
| 小行星115678 | 2003 UV148 | 2003年10月19日 | 基特峰     | 太空监视                       |
| 小行星115679 | 2003 UX148 | 2003年10月19日 | 可可尼诺县 | 洛厄尔天文台近地小行星搜寻计划 |
| 小行星115680 | 2003 UB149 | 2003年10月19日 | 帕洛马山   | 近地小行星追踪                 |
| 小行星115681 | 2003 UR149 | 2003年10月20日 | 索科罗     | 林肯近地小行星研究小组         |
| 小行星115682 | 2003 UN150 | 2003年10月20日 | 基特峰     | 太空监视                       |
| 小行星115683 | 2003 UP150 | 2003年10月20日 | 基特峰     | 太空监视                       |
| 小行星115684 | 2003 UQ150 | 2003年10月20日 | 基特峰     | 太空监视                       |
| 小行星115685 | 2003 UX150 | 2003年10月21日 | 可可尼诺县 | 洛厄尔天文台近地小行星搜寻计划 |
| 小行星115686 | 2003 UU151 | 2003年10月21日 | 基特峰     | 太空监视                       |
| 小行星115687 | 2003 UM152 | 2003年10月21日 | 帕洛马山   | 近地小行星追踪                 |
| 小行星115688 | 2003 UA153 | 2003年10月21日 | 帕洛马山   | 近地小行星追踪                 |
| 小行星115689 | 2003 UG153 | 2003年10月21日 | 帕洛马山   | 近地小行星追踪                 |
| 小行星115690 | 2003 UG154 | 2003年10月20日 | 帕洛马山   | 近地小行星追踪                 |
| 小行星115691 | 2003 UH155 | 2003年10月20日 | 索科罗     | 林肯近地小行星研究小组         |
| 小行星115692 | 2003 UV156 | 2003年10月20日 | 索科罗     | 林肯近地小行星研究小组         |
| 小行星115693 | 2003 UF157 | 2003年10月20日 | 索科罗     | 林肯近地小行星研究小组         |
| 小行星115694 | 2003 UT157 | 2003年10月20日 | 基特峰     | 太空监视                       |
| 小行星115695 | 2003 UM160 | 2003年10月21日 | 基特峰     | 太空监视                       |
| 小行星115696 | 2003 UJ162 | 2003年10月21日 | 索科罗     | 林肯近地小行星研究小组         |
| 小行星115697 | 2003 UK162 | 2003年10月21日 | 索科罗     | 林肯近地小行星研究小组         |
| 小行星115698 | 2003 UE163 | 2003年10月21日 | 索科罗     | 林肯近地小行星研究小组         |
| 小行星115699 | 2003 UG163 | 2003年10月21日 | 索科罗     | 林肯近地小行星研究小组         |
| 小行星115700 | 2003 UO163 | 2003年10月21日 | 索科罗     | 林肯近地小行星研究小组         |